# 김무전
김무전(金武典，1982년5월6일~ )은 대한민국의 기업인이다.

## 생애
1982년서울특별시에서 태어나 1995년 중국으로 유학하여 2004년 요녕중의약대학을 졸업하였다.
한중 수교 이후 1995년 중국으로 유학 1세대로서 18살의 나이로 1999년 중국요녕중의약대학을 입학하였다. 대학 시절 학생회 주석(회장)을 맡았고 2004년 중의과 5년과정으로 졸업하고 중국유학 1세대라는 자부심과 중국의 이해도를 기반으로 한중간 가교역할 및 비즈니스를 진행하고 있다.
2016년6월 중국샤오미방송 플렛폼에 한국인터넷방송 콘텐츠 공급과 운영대행하며 샤오미E&M에 샤오미쯔보라는 앱(APP)을 클로즈베타 서비스를 통하여 다양한 프로세스와 서비스에 힘쓰고 있다.

2016년 CK.과 코리아엠씨엔은 중국 24.7그룹과 전략적MOU 체결하였다.현재 씨케이닷홀딩스(CKDOT) 대표이사, 한중과학기술문화촉진회 대표, 라이온캐피탈 한국파트너, 한중국제협력시범구 해외고문, 대외경제정책연구원 중국전문가등을 역임하고있다.

## 학력
2004년 요녕중의약대학 졸업

## 경력
- 씨케이닷홀딩스 대표이사
- 한중과학기술문화촉진회 대표
- 중국국가급경제기술개발구 해외고문
- 한중(창춘)국제협력시범구 해외고문
- 글로벌과학기술혁신협력포럼 한국대표
- (재)NFSWA 국민사회복지재단 국제교류단장
- (사)환경교통장애인총연합회 홍보대사
- 중국 하북미술대학교 초빙교수
- 코리아엠씨엔 대표이사
- 엠오케이그룹 부사장
- 중한의료컨설팅 이사
- 대한민국 미용성형산업협회 대표
- 한중문화컨텐츠교류협의회 이사
- 한중무역협회 의료산업위원장

## 수상
2025년 월간순수문학 시부분 신인상
2024년 한국신문학 신인문학상
2016년 제7회 글로벌 기부문화공헌 대상 문화예술공헌부문